# 小早川正平
小早川正平（こばやかわ まさひら，1523年（大永3年）—1543年（天文12年）5月9日），战国时代武将。安艺国国人领主。沼田小早川氏当主。
大永3年（1523年）出生，是小早川兴平的长男。大永6年（1526年）父亲去世继任家督。一开始从属于大内氏，天文8年（1539年）背叛大内氏，打算投奔尼子氏。然而事先被大内义隆知悉，派兵占领了其居城高山城。正平也被大内氏派出的城番监视起来。
天文11年（1542年）随大内义隆远征出云国（月山富田城之战）。在大内军大败之后全军撤退之时被命令为殿军。天文12年（1543年）5月9日被尼子军攻击，战死在出云鸢巣川，享年21岁。长男繁平继承了家业。日后被义隆强行要求继承平贺氏的平贺隆保是其从弟。